# Glänzendes Flügelblattmoos

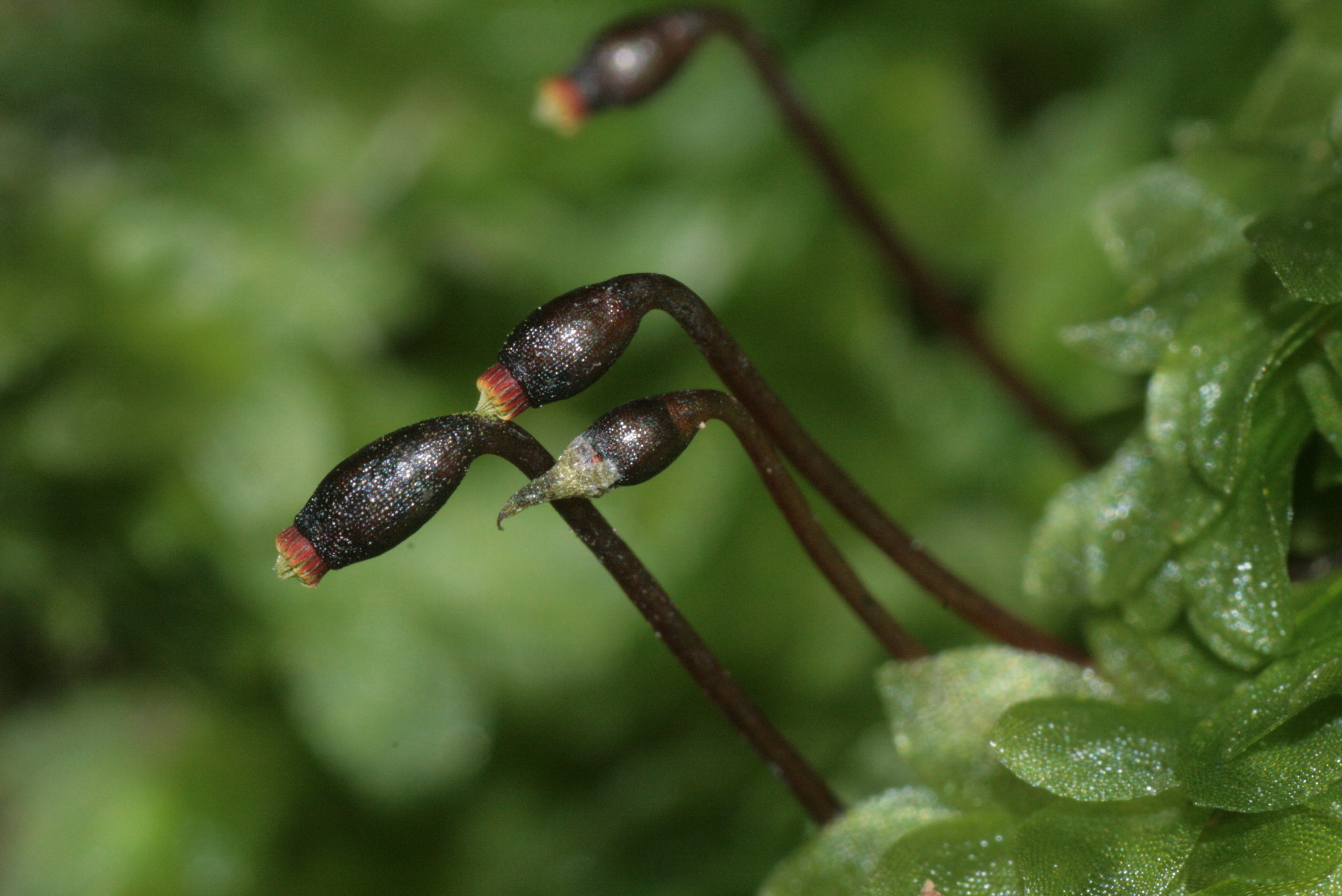
Sporogone

Das Glänzende Flügelblattmoos (Hookeria lucens) ist ein pleurokarpes Laubmoos aus der Familie Hookeriaceae. In Europa ist diese Art der einzige Vertreter der Gattung Hookeria.

## Merkmale
Hookeria lucens ist eine schon im Gelände leicht kenntliche Art. Sie bildet kräftige, flache, bleichgrüne, glänzende und oft ausgedehnte Rasen. Charakteristisch ist die abgeflachte Beblätterung mit den großen, eiförmigen Blättern, deren auffallend großmaschiges Zellnetz schon mit freiem Auge sichtbar ist.
Die Pflanzen werden etwa 3 bis 6 Zentimeter lang und bis 1 Zentimeter breit, sind wenig verzweigt und verflacht beblättert. Die dicht gestellten, aus kurz herablaufender, sehr enger Basis eiförmigen Blätter sind 4 bis 6 Millimeter lang, oft leicht asymmetrisch, flach- und ganzrandig, ihre Blattspitze abgerundet bis stumpflich. Eine Blattrippe fehlt (oder kann kurz angedeutet sein?). Die großen Blattzellen sind rhombisch bis sechsseitig, dünnwandig, glatt und durchsichtig.
Sporophyten haben eine 1 bis 2 Zentimeter lange, dicke, glatte und rötliche Seta, eine eiförmige, geneigte bis waagrechte Kapsel mit geschnäbeltem Deckel und einer mützenförmigen und am Grund leicht gelappten Kalyptra. Die fast glatten, oliven-bräunlichen Sporen sind 12 bis 19 µm groß. Das Moos ist einhäusig.

## Standortansprüche
Hookeria lucens wächst in luftfeuchten und niederschlagsreicheren (Jahresniederschlag etwa 1000 Millimeter und darüber) Gebieten an schattigen, dauerfeuchten bis nassen, kalkfreien oder kalkarmen Stellen, bevorzugt in Wäldern auf Erde und auf kalkarmen Felsen, häufig in der Umgebung von Quellen oder in nassen Erlen- oder Weidenbeständen.

## Verbreitung
Das Moos ist in den montanen Lagen Süddeutschlands und in den Alpen nicht selten. In Europa liegt der Verbreitungsschwerpunkt im atlantisch-subatlantischen Gebiet im Westen. Die Grenze gegen Norden, Osten bzw. Süden bilden in etwa die Färöer-Inseln, Holland, westliches Deutschland und die Alpen. Darüber hinaus gibt es vereinzelte Vorkommen in Südskandinavien, in den Sudeten und Karpaten, im Küstengebiet des Schwarzen Meeres und im Mittelmeerraum.
Neben den europäischen Vorkommen gibt es solche auf den atlantischen Inseln Madeira und Azoren, in Südwestasien, Nordamerika und in Nordafrika.

## Taxonomie
Synonyme sind: Hypnum lucens Hedw., Leskea lucens (Hedw.) Lam. & DC., Pterygophyllum lucens (Hedw.) Brid.